# Dopravní podnik města Brna

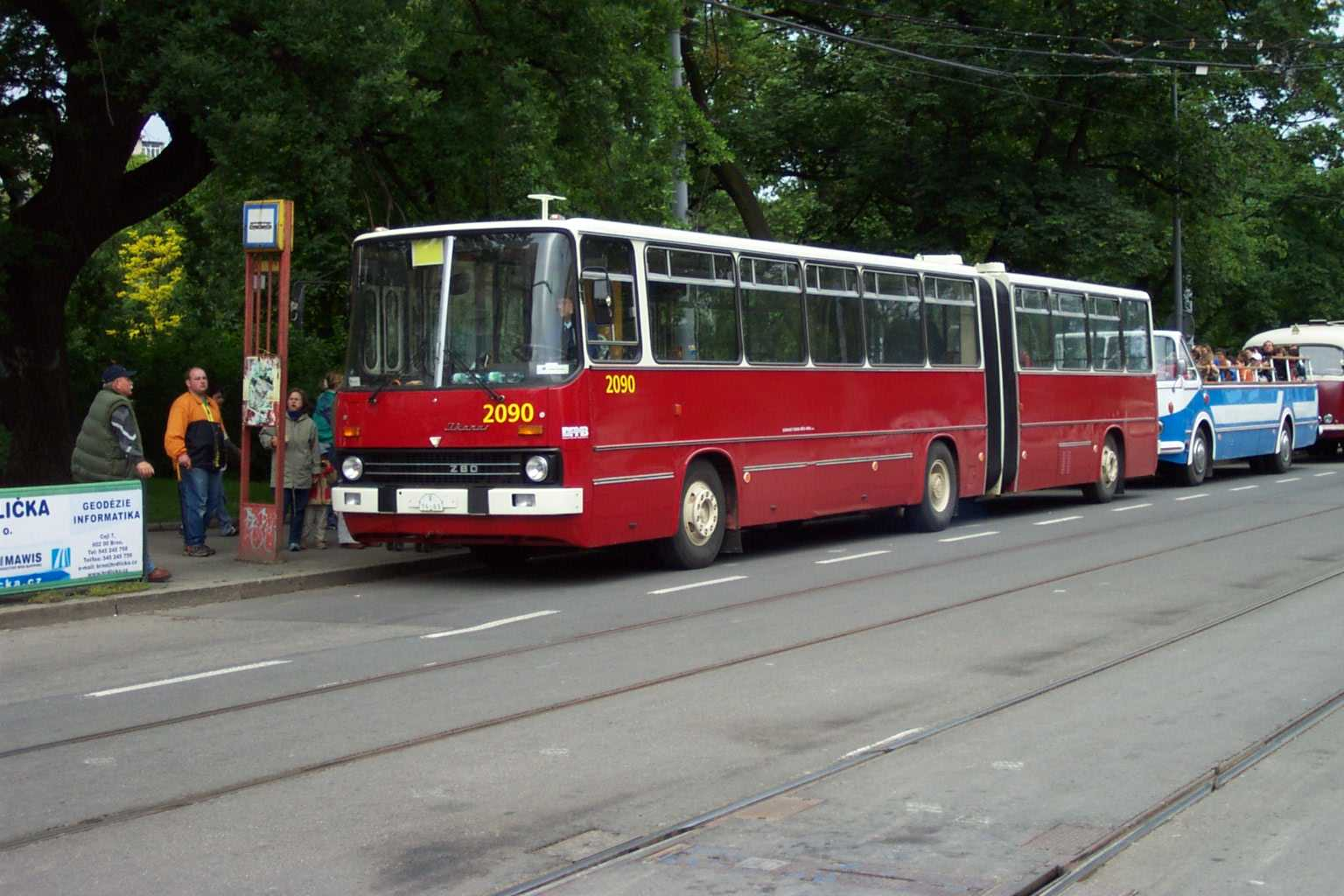
Brno: storico autosnodato Ikarus 280 n. 2090

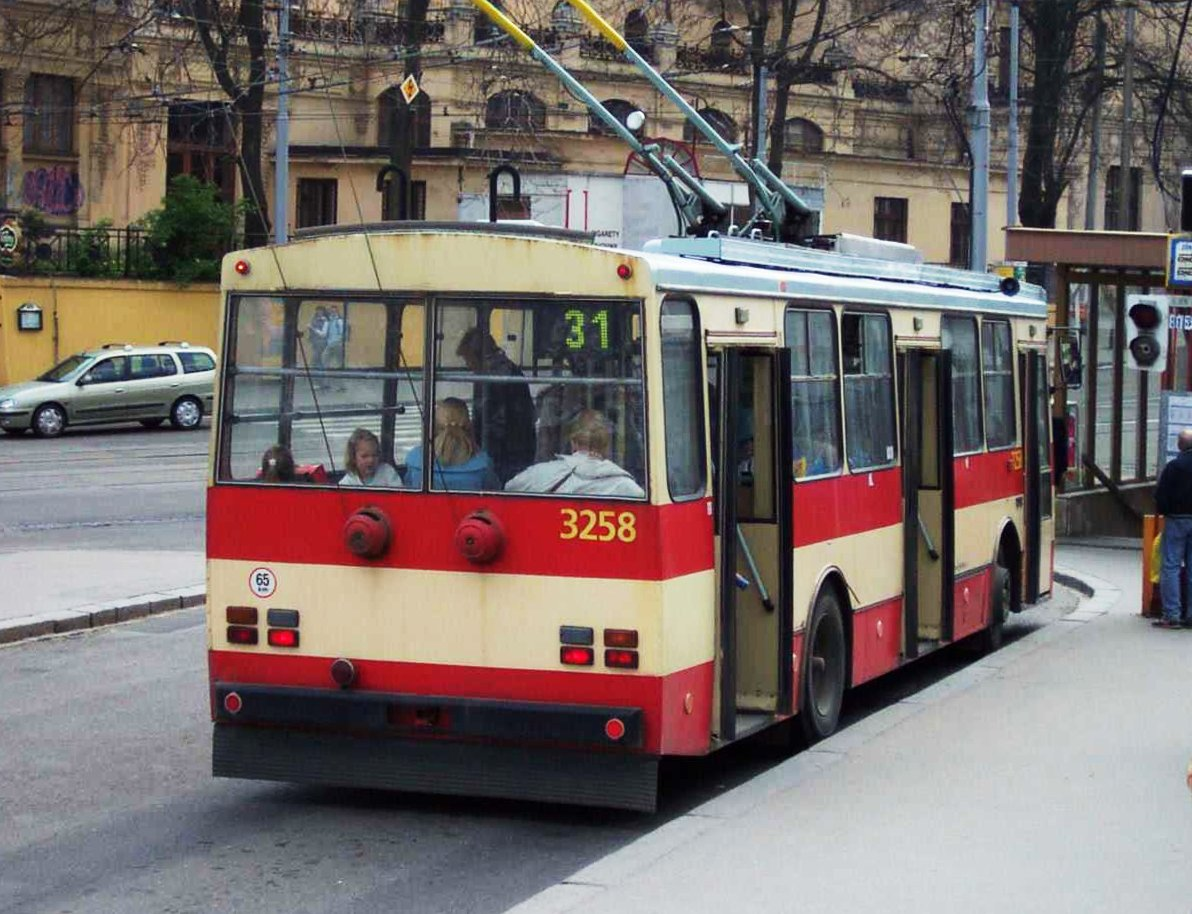
Brno: filobus Škoda 14Tr del DPMB n. 3258 sulla linea 31

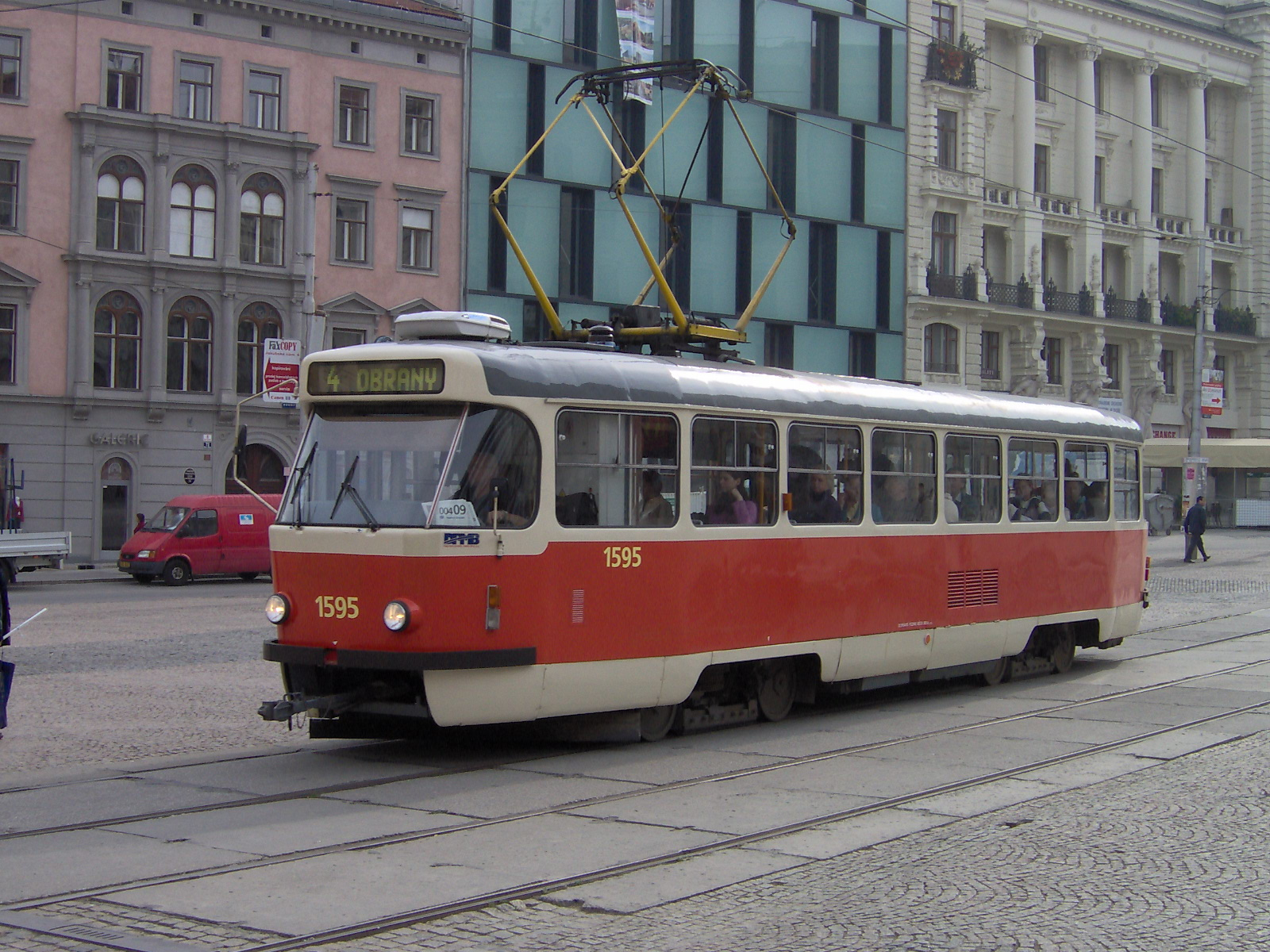
Brno: tram Tatra T3 rimodernato del DPMB n. 1595 sulla linea 4

DPMB, sigla di Dopravní podnik města Brna, è l'azienda che svolge il servizio di trasporto pubblico a Brno, città della Repubblica Ceca.

## Esercizio
Il DPMB dispone delle seguenti tipologie di mezzi pubblici:
- autobus, distribuiti in 50 linee (comprese le notturne)
- filobus, introdotti nel 1949 e presenti in 11 linee
- tram, per l'esercizio di 13 linee.

## Parco aziendale

### Autobus e Autosnodati
- Karosa B951 (9 pezzi, 2005-2006)
- Karosa B961 (22 pezzi, 2002-2006)
- Karosa B931 (18 pezzi, 2001-2002)
- Karosa B941 (10 pezzi, 2000-2002)
- Irisbus Citybus 12m (2 pezzi, 2004-2005)
- Irisbus Citelis 12m (47 pezzi, 2006-2014)
- Irisbus Citelis 18m (17 pezzi, 2007-2009)
- Irisbus Crossway 12m (26 pezzi, 2010)
- Mave Fiat, minibus (5 pezzi, 2009-2010)
- SKD Iveco Stratos LF 38D (10 pezzi, 2013-2014)
- Solaris Urbino 18 III (36 pezzi, 2013-2014)
- SOR NBG 12 (38 pezzi, 2014-2015)
- Iveco Urbanway 12m (56 pezzi, 2015)

Gli autobus Karosa vengono usati prevalentemente per le linee notturne e come scorta in caso di necessità, negli ultimi anni si è avuto un importante ammodernamento della flotta.

### Filobus e Filosnodati
Sono di produzione Škoda:
- Škoda 14Tr, tutti ammodernati:14Tr0, 14Tr01, 14Tr05, 14Tr07, 14Tr08/6, 14TrR, 14Tr10/6, 14Tr13, 14Tr13GTO, 14Tr13IGBT, 14Tr14, 14TrR/IGBT, 14Tr17/6M (32 pezzi)
- Škoda 15Tr, tutti ammodernati (5 pezzi)
- Škoda 21Tr (60 pezzi, 1999-2003)
- Škoda 22Tr (8 pezzi, 2003-2004)
- Skoda 25Tr Citelis 1B (9 pezzi, 2008-2009)
- Skoda 31Tr SOR (30 pezzi, 2015)

### Tram e Tram snodati
- ČKD Tatra T3 (76 pezzi, tutti ammodernati)
- ČKD Tatra K2 (52 pezzi, tutti ammodernati)
- ČKD Tatra KT8D5 (36 pezzi, 1990-1993, tutti passati per una grande modernizzazione tra il 2005 e il 2013)
- ČKD Tatra KT8D5N (7 pezzi, 1998-1999, nel 2015 è incominciata la loro modernizzazione)
- ČKD DS RT6N1 (4 pezzi, 1996, tutti modernizzati)
- ČKD DS T3 (12 pezzi, 1996-1999 particolare versione di ammodernamento dei classici Tatra T3 con una nuova carrozzeria)
- ČKD DS T6A5 (20 pezzi, 1995, dal 2014 è incominciato il loro processo di ammodernamento
- Škoda 03T5,03T6,03T7 Anitra (17 pezzi, 2002-2005)
- Pragoimex VarioLF2R.E (23 pezzi+2 ordini, 2008-2015)
- Pragoimex VarioLFR.E (19 pezzi+6 ordini, 2006-2015)
- Škoda 13T Porche (29 pezzi, 2007-2011 + 20 ordini per il 2016-2017)